# Plumularia crater
Plumularia crater is een hydroïdpoliep uit de familie Plumulariidae. De poliep komt uit het geslacht Plumularia. Plumularia crater werd in 1911 voor het eerst wetenschappelijk beschreven door Billard. 